# Robertino Pugliara
Robertino Pugliara (sinh ngày 21 tháng 2 năm 1984 ở Buenos Aires) là một cầu thủ bóng đá người Argentina hiện tại thi đấu ở vị trí tiền vệ cho Persebaya Surabaya ở Liga 1.